# Список глав государств в 66 году до н. э.
| 67 до н. э. ← Список глав государств по годам → 65 до н. э. |

## Азия
- Анурадхапура — Махакули Махатисса, царь (76 до н. э. — 62 до н. э.)
- Армения Великая — Тигран II Великий, царь (95 до н. э. — 55 до н. э.)
- Атропатена:
  - Митридат I, царь (67 до н. э. — 66 до н. э.)
  - Дарий I, царь (66 до н. э. — 65 до н. э.)
- Иберия — Артак, царь  (78 до н. э. — 63 до н. э.)
- Индо-греческое царство — Аполлодот II, царь  (80 до н. э. — 65 до н. э.)
- Индо-скифское царство:
  - Мауэс, царь (ок. 85 до н. э. — ок. 60 до н. э.)
  - Вонон, царь (ок. 75 до н. э. — ок. 57 до н. э.)
- Иудея:
  - Гиркан II, царь  (67 до н. э. — 66 до н. э.)
  - Аристобул II, царь  (66 до н. э. — 63 до н. э.)
- Каппадокия — Ариобарзан I Филороман, царь (95 до н. э. — 63 до н. э./62 до н. э.)
- Китай (Династия Хань) — Сюань-ди (Лю Бинъи), император  (74 до н. э. — 49 до н. э.)
- Коммагена — Антиох I,  царь (70 до н. э./69 до н. э. — 40 до н. э.)
- Корея:
  - Махан — Янг, вождь (73 до н. э. — 58 до н. э.)
  - Пукпуё — Кодумак, тхандже (108 до н. э. — 60 до н. э.)
  - Тонбуё — Хэбуру, ван (86 до н. э. — 48 до н. э.)
- Магадха (династия Кадва):
  - Васудева, царь (ок. 75 до н. э. — ок. 66 до н. э.)
  - Бхумимитра, царь (ок. 66 до н. э. — ок. 52 до н. э.)
- Набатейское царство — Арета III Филэллин, царь (84 до н. э. — 62 до н. э.)
- Осроена — Абгар II, царь (68 до н. э. — 53 до н. э.)
- Парфия — Фраат III, царь (70 до н. э. — 57 до н. э.)
- Понтийское царство — Митридат VI Евпатор, царь (120 до н. э. — 63 до н. э.)
- Сатавахана — Ламбодата, махараджа (78 до н. э. — 60 до н. э.)
- Селевкидов государство (Сирия) — Антиох XIII Дионис Каллиник, царь (69 до н. э. — 64 до н. э.)
- Харакена — Тирей II,  царь (ок. 79 до н. э./78 до н. э. — ок. 49 до н. э./48 до н. э.)
- Хунну — Сюйлюй-Цюаньцюй, шаньюй (68 до н. э. — 60 до н. э.)
- Элимаида — Камнаскир V,  царь (73 до н. э./72 до н. э. — ок. 46 до н. э.)
- Япония — Судзин, тэнно (император) (97 до н. э. — 29 до н. э.)

## Африка
- Египет — Птолемей XII Авлет, царь (80 до н. э. — 58 до н. э., 55 до н. э. — 51 до н. э.)
- Мавретания — Мастанесоса, царь (ок. 80 до н. э. — 49 до н. э.)
- Мероитское царство (Куш) — Навидемак, царь (ок. 70 до н. э. — ок. 60 до н. э.)
- Нумидия — Гиемпсал II, царь (88 до н. э. — 60 до н. э.)

## Европа
- Боспорское царство — Митридат VI Евпатор, царь (109 до н. э. — 63 до н. э.)
- Дакия — Буребиста, царь (ок. 82 до н. э. — ок. 44 до н. э.)
- Ирландия — Конайре Великий, верховный король (110 до н. э. — 40 до н. э.)[1]
- Римская республика:
  - Маний Эмилий Лепид, консул (66 до н. э.)
  - Луций Волькаций Тулл, консул (66 до н. э.)

## Галерея
- Митридат VI Евпатор  
 109 до н.э.— 63 до н.э. 
 Царь Понта и Боспора
- Сюань-ди  
 74 до н.э.— 49 до н.э. 
 Император Китая
- Фраат III  
 70 до н.э.— 57 до н.э. 
 Царь Парфии
- Тигран II Великий  
 95 до н.э.— 55 до н.э. 
 Царь Армении
- Буребиста  
 82 до н.э.— 44 до н.э. 
 Царь Дакии
- Антиох XIII Дионис Каллиник  
 69 до н.э.— 64 до н.э. 
 Царь Сирии
- Птолемей XII Авлет 
 80 до н.э.— 58 до н.э., 55 до н.э.— 51 до н.э. 
 Царь Египта
- Ариобарзан I Филороман 
 95 до н.э.—63/62 до н.э. 
 Царь Каппадокии
- Судзин 
 97 до н.э.—29 до н.э. 
 Император Японии